# 竹屋津根子
竹屋 津根子（たけや つねこ、1872年5月9日（明治5年4月3日）- 1963年（昭和38年）3月20日）は、貞明皇后の典侍。楊梅典侍とも呼ばれる。位階および勲等は従三位・勲二等。父は竹屋光昭子爵。妹は香淳皇后の女官長を務めた竹屋志計子。

## 生涯
山城国京都で雅楽部長・竹屋光昭の娘として生まれる。また兄弟に南光利・西大路吉光がいる。
1882年（明治15年）に宮内省に入り、御用掛として英照皇太后に仕え、1926年（大正15年）に典侍となり、貞明皇后に1948年（昭和23年）まで仕えた。
1963年3月20日、静岡県の自宅で死去。墓所は東京都の多磨霊園。戒名は壽量院殿。

## 栄典
- 1940年（昭和15年）8月15日 - 紀元二千六百年祝典記念章[6]